# نهر قيزيل إرماك
نهر قيزيل إرماك (بالتركية العثمانية: قزل ارماق)‏(بالتركية: Kızılırmak)‏، يُعرف أيضاً بنهر خالِص (بالتركية: Halis)‏(باليونانية: Ἅλυς)‏، هو أطول الأنهار التي تجري بشكل كامل داخل حدود الأراضي التركية. يشكل هذا النهر مصدراً مهماً للطاقة الكهربائية المائية ولا يُستخدم للملاحة النهرية.

## مجرى النهر
يجري نهر قيزيل إرماك لمسافة تقارب 1355 كم، حيث ينبع من شرق الأناضول عند39°48′N 38°18′E / 39.8°N 38.3°E ليجري باتجاه الغرب و الجنوب الغربي حتى 38°42′N 34°48′E / 38.7°N 34.8°E، ثم يشكل النهر قوساً واسعاً «انحناء خالِص» ليجري غرباً و من ثم صوب الشمال الغربي، ليعبر من شمال شرق بحيرة توز و من ثم يتجه صوب الشمال و الشمال الشرقي حيث يلتقي بنهر ديليس (اسمه باليونانية:كابادوكس) أكبر روافده في 40°28′N 34°08′E / 40.47°N 34.14°E، و بعد أن يتعرج باتجاه الشمال الغربي يلتقي برافده نهر ديفريز ليعود ثانيةً صوب الشمال الشرقي ليلتقي برافده الآخر نهر غوكيرماك قبل أن يشكل دلتاه و يصب في البحر الأسود في 41°43′N 35°57′E / 41.72°N 35.95°E. السدود المبنية عليه تشمل كل من سدود بويأبات، ألتينكاي، و ديربينت.

## تاريخه
أطلق عليه الحثيون اسم «ماراشانتيا». كان يمثل الحدود الغربية للمنطقة المركزية من الإمبراطورية الحثية. في العصر الكلاسيكي القديم كان يعتبر حدوداً ما بين آسيا الصغرى و ما تبقى من القارة الآسيوية، كما كان يعتبر حدوداً ما بين منطقتي البنطس وبافلاغونيا.

## وصلات خارجية
- sdu.dk/halys
- Livius.org: Halys - Photos